# Ann-Sofie Nurmi
Ann-Sofie Margaretha Nurmi, född 11 juni 1970 i Ivetofta, Bromölla kommun, är en svensk skådespelare. Hon genomgick dramautbildning i London och utexaminerades med en BA-Honours degree in Dramatic and Theatre Arts 1998 från Goldsmiths College, University of London. Hon har även en magisterexamen i fördjupad skådespelargestaltning från Stockholms Dramatiska Högskola 2013.
Hon har arbetat med flera fria teatergrupper både i Sverige, England och USA. Till exempel;  Barnens underjordiska scen, Teater Cinnober och  Cirque du Soleil.

## Filmografi[1]
- 2001 - OP7 - Diabetes sjuk kvinna
- 2002 - Kommer du med mig då - Kliniksköterska
- 2005 - Kvalster - Tuula
- 2007 - Den nya människan - Alba
- 2008 - Ping-pongkingen - Mamman
- 2010 -  Anno 1790 -  Torgmadam Andersson
- 2011 -  Arne Dahl - Portiern
- 2014 -  Gentlemen - Sally Syrén
- 2015 - Rollspel
- 2015 – Cirkeln - Mia Nieminen
- 2015 – Halvvägs till himlen (TV-serie)
- 2016 -  Halvvägs till himlen, säsong 3 - Lisa
- 2019 -Älska mig, säsong 1-Arg Tant
- 2020 - Jakten på en mördare - Ulfs syster
- 2021 - Beck nr 41, Döden i Samarra -  Civilpolisen
- 2022 - Mellan raderna, Kortfilm -  Maria
- 2022 - Ibland är du ett sånt jävla ägg, kortfilm - Lena